# Albañilería

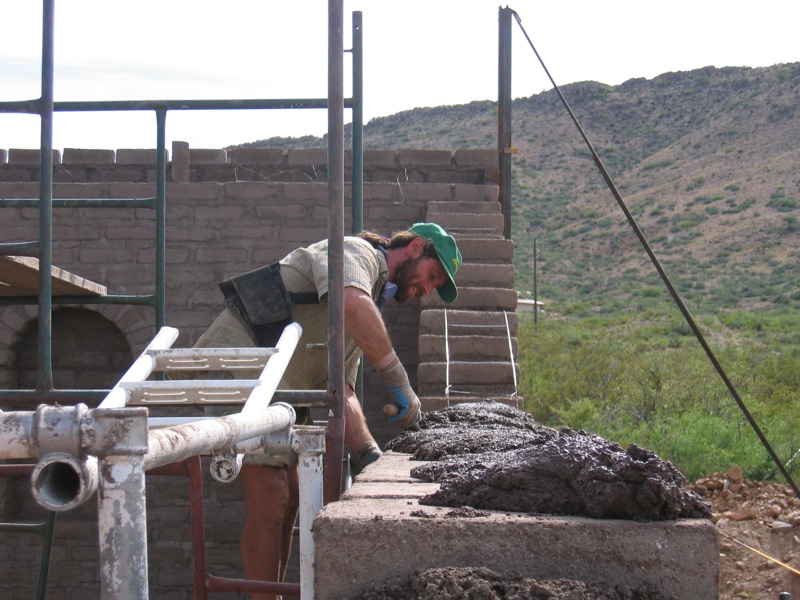
Construcción de albañilería.

La albañilería es el arte de construir edificaciones u otras obras empleando, según los casos, piedra, ladrillo, cal, yeso, cemento u otros materiales semejantes.

## Materiales y herramientas
Para las obras de albañilería (también conocidas simplemente como albañilería) se utilizan principalmente materiales pétreos, tales como: Ladrillos de arcilla, bloques de mortero de cemento, piedras y otros similares de igual o parecido origen a los ya mencionados.
La persona que realiza obras de albañilería se conoce con el nombre de albañil.
El albañil, para realizar su labor, utiliza como herramientas un recipiente en el cual prepara la mezcla de mortero, otro en el cual cura los ladrillos con el fin de utilizarlos saturados de agua, una plana de madera, un juego de maestras, lienza y clavos.

## Tipos de albañilería
Existen tres tipos de albañilería, cuya utilización está determinada por el destino de la edificación y los proyectos de cálculo y arquitectura respectivos. Estos tipos son: albañilería simple, albañilería armada y albañilería reforzada.

### Albañilería simple
Usada de manera tradicional y desarrollada mediante experimentación. Es en la cual la albañilería no posee más elementos que el ladrillo y el mortero o argamasa, siendo estos los elementos estructurales encargados de resistir todas las potenciales cargas que afecten la construcción. Esto se logra mediante la disposición de los elementos de la estructura de modo que las fuerzas actuantes sean preferentemente de compresión.

### Albañilería armada
Se conoce con este nombre a aquella albañilería en la que se utiliza acero como refuerzo en los muros que se construyen.
Principalmente estos refuerzos consisten en tensores (como refuerzos verticales) y estribos (como refuerzos horizontales), refuerzos que van empotrados en los cimientos o en los pilares de la construcción, respectivamente.
Suele preferirse la utilización de ladrillos mecanizados, cuyo diseño estructural facilita la inserción de los tensores para darle mayor flexibilidad a la estructura.

### Albañilería reforzada
Albañilería reforzada con elementos de refuerzo horizontales y verticales, cuya función es mejorar la durabilidad del conjunto. Además ayuda  a mantener más fuerte todo lo que sea construido con este material y previene accidentes ya que es reforzada.
La albañilería reforzada o confinada está conformada por paños de albañilería tradicional o simple enmarcada en sus bordes por elementos de hormigón armado, tales como cadenas y pilares en donde el conjunto solidario de estos elementos le otorga a este tipo albañilería propiedades estructurales de muy buena calidad y resistencia.

## Materiales

### Ladrillo

#### Enladrillado

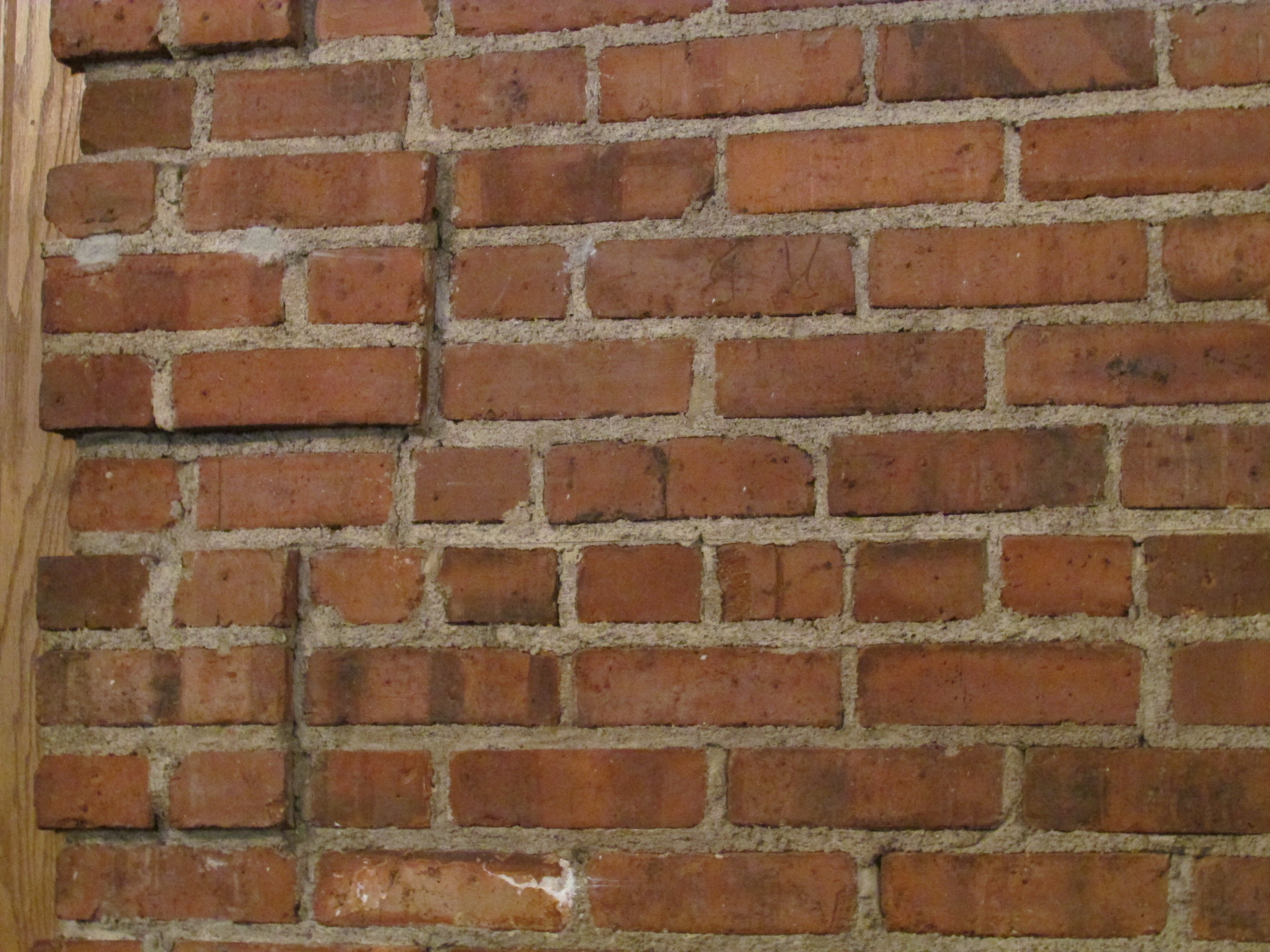
Pared de ladrillos.

El ladrillo macizo está hecho de dos o más hileras de ladrillos con las unidades dispuestas horizontalmente (llamados ladrillos de bastidor) unidas entre sí con ladrillos transversales a la pared (llamados ladrillos "de cabecera"). Cada fila de ladrillos se conoce como un curso. El patrón de cabeceras y camillas empleado da lugar a diferentes 'lazos', como el enlace común (con cada sexta fila compuesta de cabeceras), la ligadura inglesa y la ligadura flamenca (con ladrillos de camilla y cabecera alternados presentes en cada fila). Los enlaces pueden diferir en fuerza y capacidad aislante. Las uniones escalonadas verticalmente tienden a ser algo más fuertes y menos propensas a agrietarse mucho que una unión no escalonada.

#### Uniformidad y rusticidad

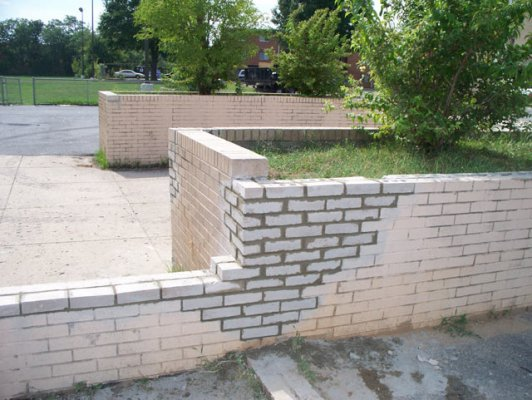
Trabajos de reparación de albañilería realizados en una pared de ladrillos.

La amplia selección de estilos y tipos de ladrillos generalmente disponibles en las naciones industrializadas permite una gran variedad en la apariencia del producto final. En los edificios construidos durante las décadas de 1950 y 1970, era típico un alto grado de uniformidad de los ladrillos y precisión en la mampostería. En el período transcurrido desde entonces, se pensó que este estilo era demasiado estéril, por lo que se intentaron emular trabajos más antiguos y toscos. Algunas superficies de ladrillo se hacen para que parezcan particularmente rústicas al incluir ladrillos quemados, que tienen un color más oscuro o una forma irregular. Otros pueden usar ladrillos de salvamento antiguos, o los ladrillos nuevos pueden envejecerse artificialmente mediante la aplicación de varios tratamientos superficiales, como el volteo. Los intentos de rusticidad de finales del siglo XX han sido llevados a cabo por albañiles que se especializan en un estilo artístico libre, donde los cursos son intencionalmenteno recto, sino tejido para formar impresiones más orgánicas.

### Bloque de hormigón

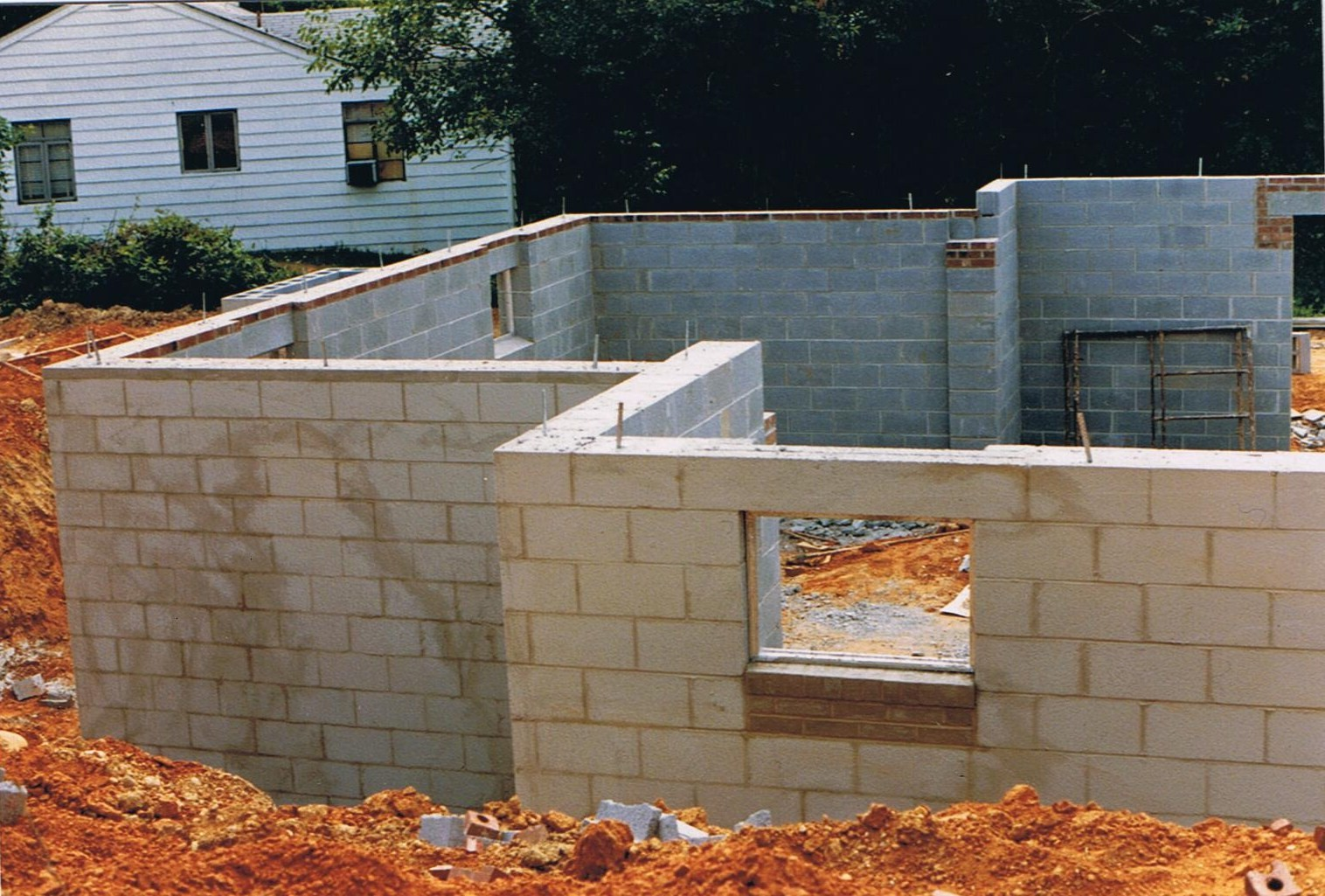
Unidades de mampostería de hormigón (UMC) o bloques en una pared del sótano antes de rellenar el suelo a su alrededor.

Los bloques de concreto de ceniza (bloques de ceniza o bloques de cemento), concreto ordinario (bloques de concreto) o teja hueca se conocen genéricamente como Unidades de Mampostería de Concreto (UMC). Por lo general, son mucho más grandes que los ladrillos ordinarios y, por lo tanto, son mucho más rápidos de colocar para una pared de un tamaño determinado. Además, los bloques de cemento y hormigón suelen tener tasas de absorción de agua mucho más bajas que los ladrillos. A menudo se usan como núcleo estructural para mampostería de ladrillos enchapados o se usan solos para las paredes de fábricas, garajes y otros edificios de estilo industrial donde tal apariencia es aceptable o deseable. Dichos bloques a menudo reciben una superficie de estuco para la decoración. Cemento de unión de superficies, que contiene fibras sintéticas para refuerzo, a veces se usa en esta aplicación y puede impartir resistencia adicional a una pared de bloques. El cemento para adherir superficies a menudo tiene un color previo y se puede teñir o pintar, lo que da como resultado una superficie acabada similar al estuco.
La principal ventaja estructural de los bloques de hormigón en comparación con los ladrillos más pequeños a base de arcilla es que una pared de UMC se puede reforzar llenando los huecos de los bloques con hormigón con o sin barras de refuerzo de acero . Generalmente, ciertos vacíos se designan para relleno y refuerzo, particularmente en esquinas, extremos de muros y aberturas, mientras que otros vacíos se dejan vacíos. Esto aumenta la resistencia y la estabilidad de la pared de manera más económica que llenar y reforzar todos los vacíos. Por lo general, las estructuras hechas de UMC tendrán la hilera superior de bloques en las paredes rellenas de concreto y unidas con refuerzo de acero para formar una viga de unión. Las vigas de enlace son a menudo un requisito de los códigos de construcción modernos.y controles Otro tipo de refuerzo de acero denominado refuerzo de escalera también se puede incrustar en las juntas de mortero horizontales de las paredes de bloques de hormigón. La introducción del refuerzo de acero generalmente da como resultado que un muro de UMC tenga una resistencia lateral y a la tracción mucho mayor que los muros no reforzados.
"La mampostería arquitectónica es la evolución de bloques de mampostería de hormigón estándar en unidades de mampostería de hormigón (CMU) estéticamente agradables. "  Las CMU se pueden fabricar para proporcionar una variedad de apariencias superficiales. Se pueden colorear durante la fabricación o teñir o pintar después de la instalación. Se pueden dividir como parte del proceso de fabricación, dando a los bloques una superficie rugosa que reproduce la apariencia de la piedra natural, como la piedra rojiza . Las CMU también pueden estar ranuradas, acanaladas, pulidas con chorro de arena, pulidas, estriadas (rastrilladas o cepilladas), incluir agregados decorativos, permitir que se asienten de manera controlada durante el curado o incluir varias de estas técnicas en su fabricación para brindar una apariencia decorativa.
"Las unidades de mampostería de hormigón vidriado se fabrican mediante la unión de un revestimiento de color permanente (normalmente compuesto de resinas de poliéster, arena de sílice y otros productos químicos) a una unidad de mampostería de hormigón, proporcionando una superficie lisa e impermeable".
El bloque de vidrio o el ladrillo de vidrio son bloques hechos de vidrio y brindan una visión translúcida a clara a través del bloque.